# 12068 Khandrika
A 12068 Khandrika (ideiglenes jelöléssel 1998 FZ53) a Naprendszer kisbolygóövében található aszteroida. A LINEAR projekt keretében fedezték fel 1998. március 20-án.